# 金城鉄治
金城 鉄治（きんじょう てつじ、1964年4月9日 - ）は、沖縄県出身の元プロ野球選手（投手）。

## 来歴・人物
沖縄水産高では栽弘義監督の指導を受けるが1学年下の比嘉良智がエースで登板機会は少なかった。1983年2月の春季キャンプ中にドラフト外で広島東洋カープに入団。
一軍出場のないまま、1986年限りで現役を引退。

## 詳細情報

### 年度別投手成績
- 一軍公式戦出場なし

### 背番号
- 37 （1983年 - 1986年）